# Stade de Tourbillon
El Stade de Tourbillon, es un estadio multiusos ubicado en la ciudad de Sion en Suiza. El estadio tiene una capacidad para 14 283 personas y es utilizado por el club de fútbol FC Sion que disputa la Superliga Suiza.
El estadio debe su nombre al Castillo de Tourbillon, construcción medieval en una de las colinas que dominan la ciudad.
El estadio inaugurado en 1968 fue sometido a remodelación en 1989, ocasión en la que se techaron completamente la totalidad de las tribunas. Recientemente en 1999 se instalaron asientos plegables en todo el estadio de modo de cumplir con los estándares de la UEFA para acoger partidos internacionales.

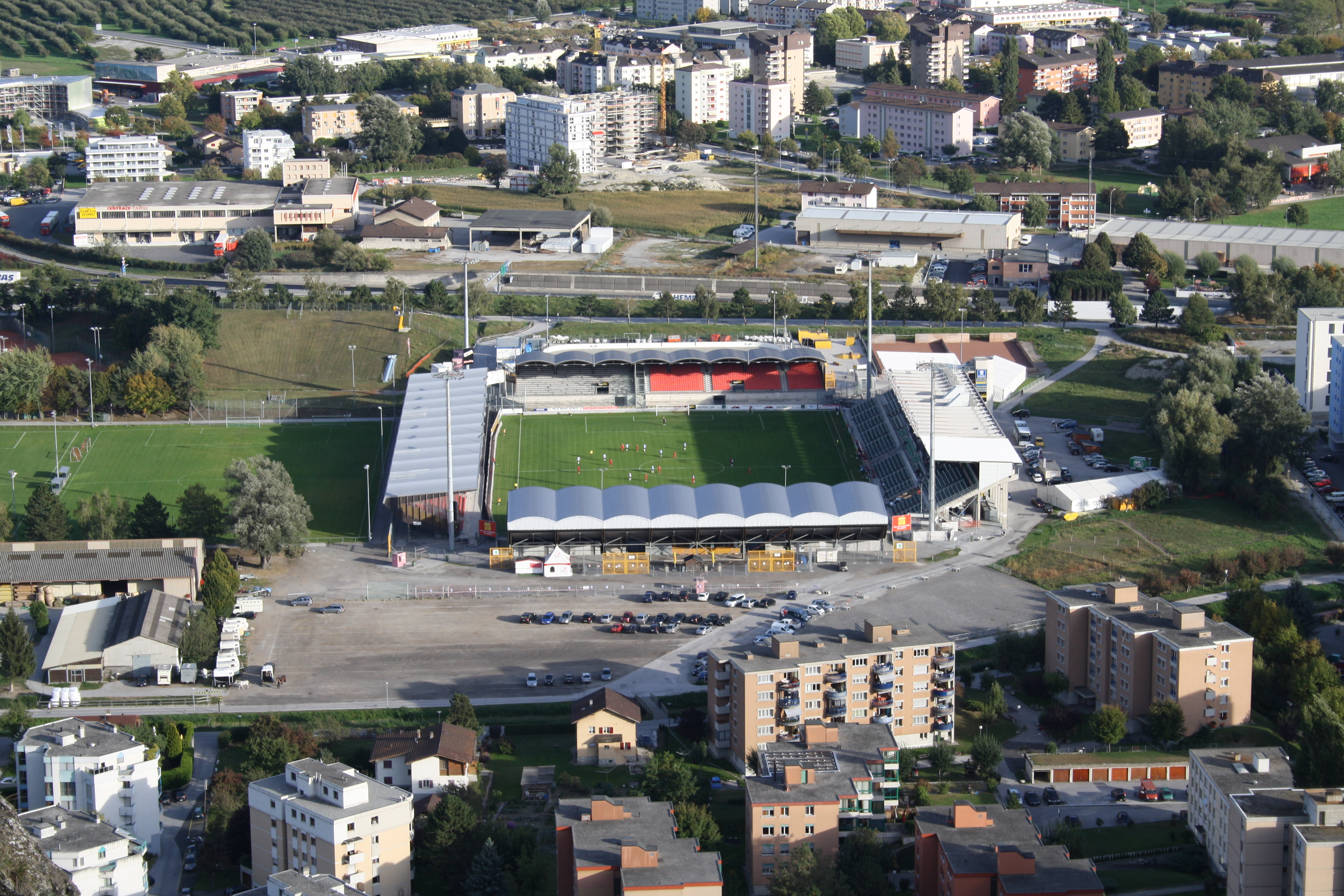
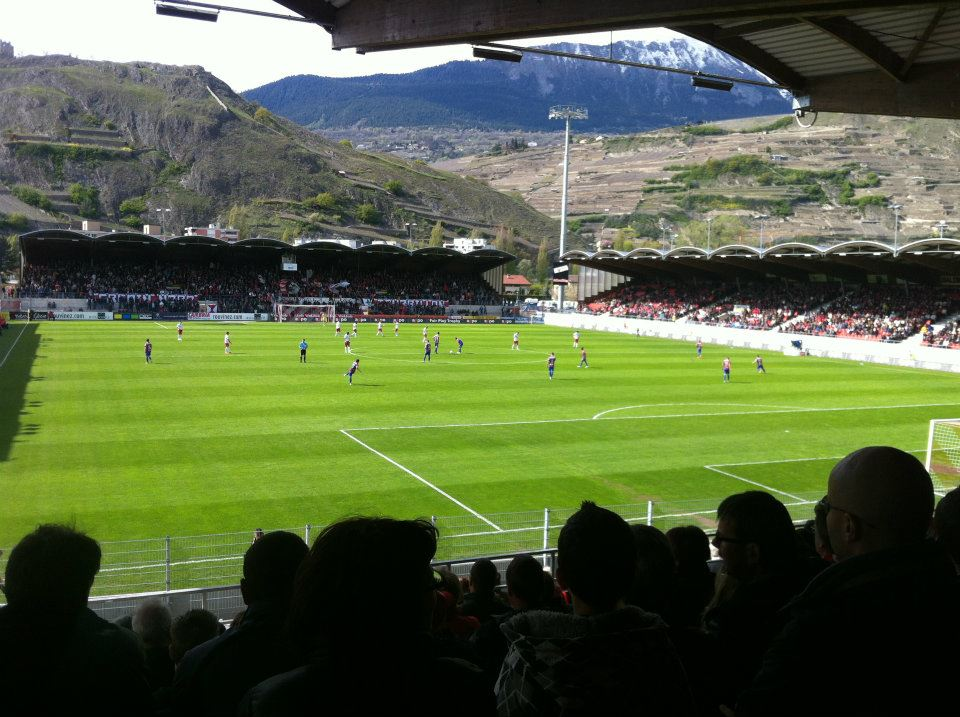